# بوطاليا
البوطاليا (الاسم العلمي: Potalia) هي جنس من النباتات يتبع الفصيلة الجنطيانية من رتبة الجنطيانيات.

## أنواع البوطاليا
- بوطاليا مرة (الاسم العلمي:Potalia amara)
- بوطاليا تشوكوية (الاسم العلمي:Potalia chocoensis)
- بوطاليا إكليلية (الاسم العلمي:Potalia coronata)
- بوطاليا سميكة (الاسم العلمي:Potalia crassa)
- بوطاليا أنيقة (الاسم العلمي:Potalia elegans)
- بوطاليا ماغوايرية (الاسم العلمي:Potalia maguireorum)
- بوطاليا راتينجية (الاسم العلمي:Potalia resinifera)
- بوطاليا خذروفية (الاسم العلمي:Potalia turbinata)
- بوطاليا يانامونية (الاسم العلمي:Potalia yanamonoensis)